# Konsole
Konsole は Unix系オペレーティングシステム で動作する KDE の 端末エミュレータである。

## 概要
タブ、履歴、印刷やブックマークをサポートする。KDE 3.5 にはバージョン 1.6 の Konsole が含まれている。Konqueror や Kate のような統合アプリケーションは Konsole を KPart として使っている。Konsole は完全にゼロから書き上げられた端末プログラムであり、xterm か xvt を基にして作られている他のほとんどの端末とは異なっているということが、Konsole の特徴となっている。

## 機能
Konsole はタブで複数のセッションを扱える。それだけではなくユーザの必要に応じてスクロールバー、メニューバーやタブを切り替えられる。同様にエンコード、色スキーマやキーボードの割り当てを設定できる。